# Pelorosaurus
Pelorosaurus („Obludný/obrovský ještěr“) byl velký sauropodní dinosaurus, který žil v období spodní křídy (asi před 140 až 125 miliony let) na území dnešní Velké Británie a Portugalska.

## Význam a popis
Byl jedním z prvních objevených sauropodů, kterého již v roce 1850 popsal britský lékař a amatérský paleontolog Gideon Mantell. Ještě dříve popsaným sauropodem byl Cetiosaurus, ten však nebyl ihned správně rozpoznán a určen (jeho fosilní zub byl přitom znám již roku 1699). Pelorosaurus byl velký brachiosauridní sauropod, jehož délka se odhaduje asi na 24 metrů a hmotnost zhruba na 25 tun. Byl příbuzným známějších rodů, jako byli o trochu větší Brachiosaurus nebo Sauroposeidon.
Dříve byl do tohoto rodu řazen i fosilní materiál, popsaný pod jménem Gigantosaurus megalonyx. Stejným nebo blízce příbuzným sauropodem mohly být ve skutečnosti také rody Dinodocus, Morinosaurus, Oplosaurus a Eucamerotus.